# Eisenbahnwelten im Kurort Rathen

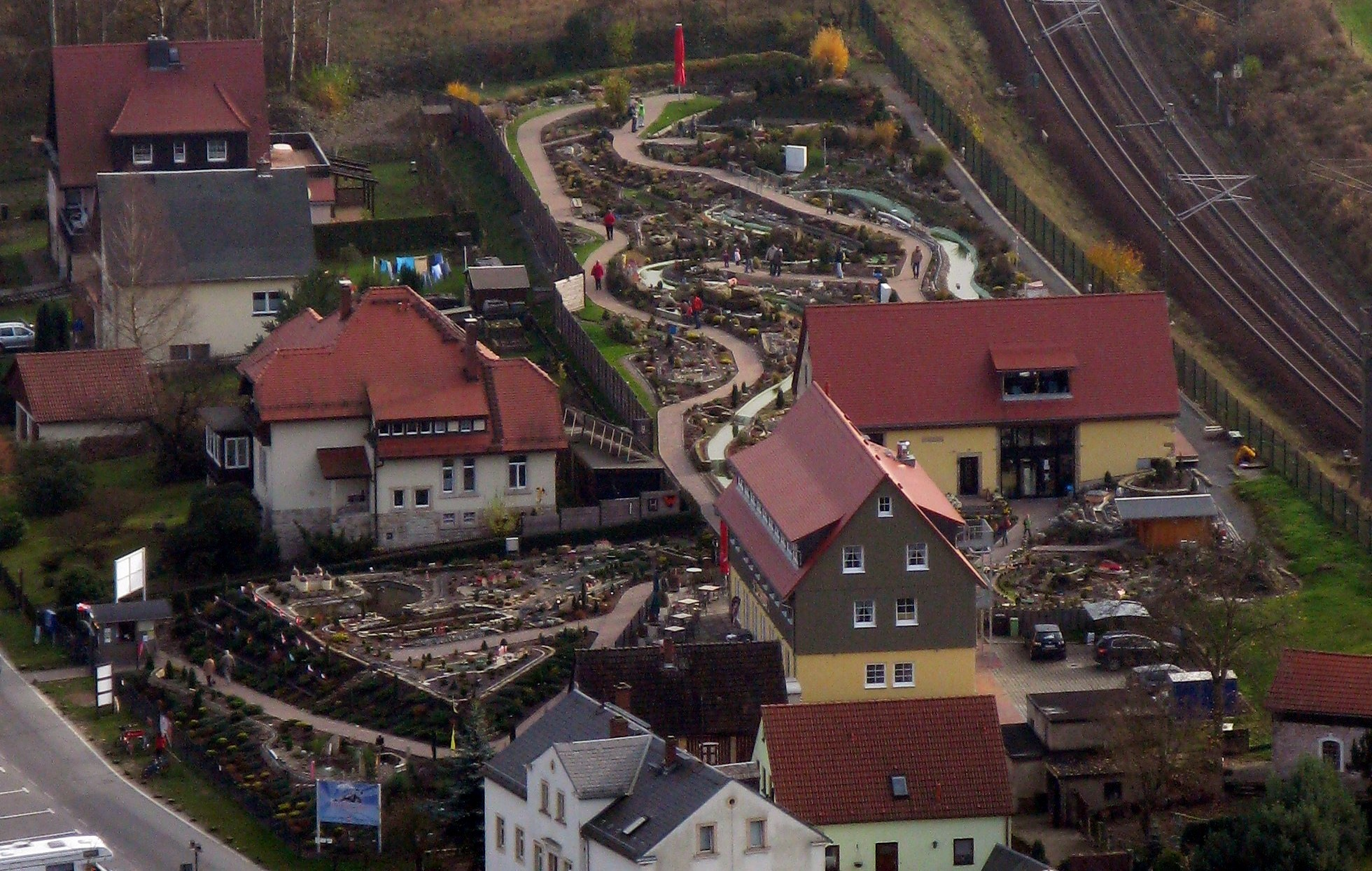
Überblick über die gesamte Anlage der Eisenbahnwelten

Eisenbahnwelten im Kurort Rathen ist die weltgrößte Gartenbahnausstellung in der Spurgröße G. Sie befindet sich im sächsischen Rathen. In der Ausstellung sind hauptsächlich ortstypische Landschaftszenerien rund um die Landeshauptstadt Dresden und die Sächsische Schweiz nachgestellt.

## Entstehung

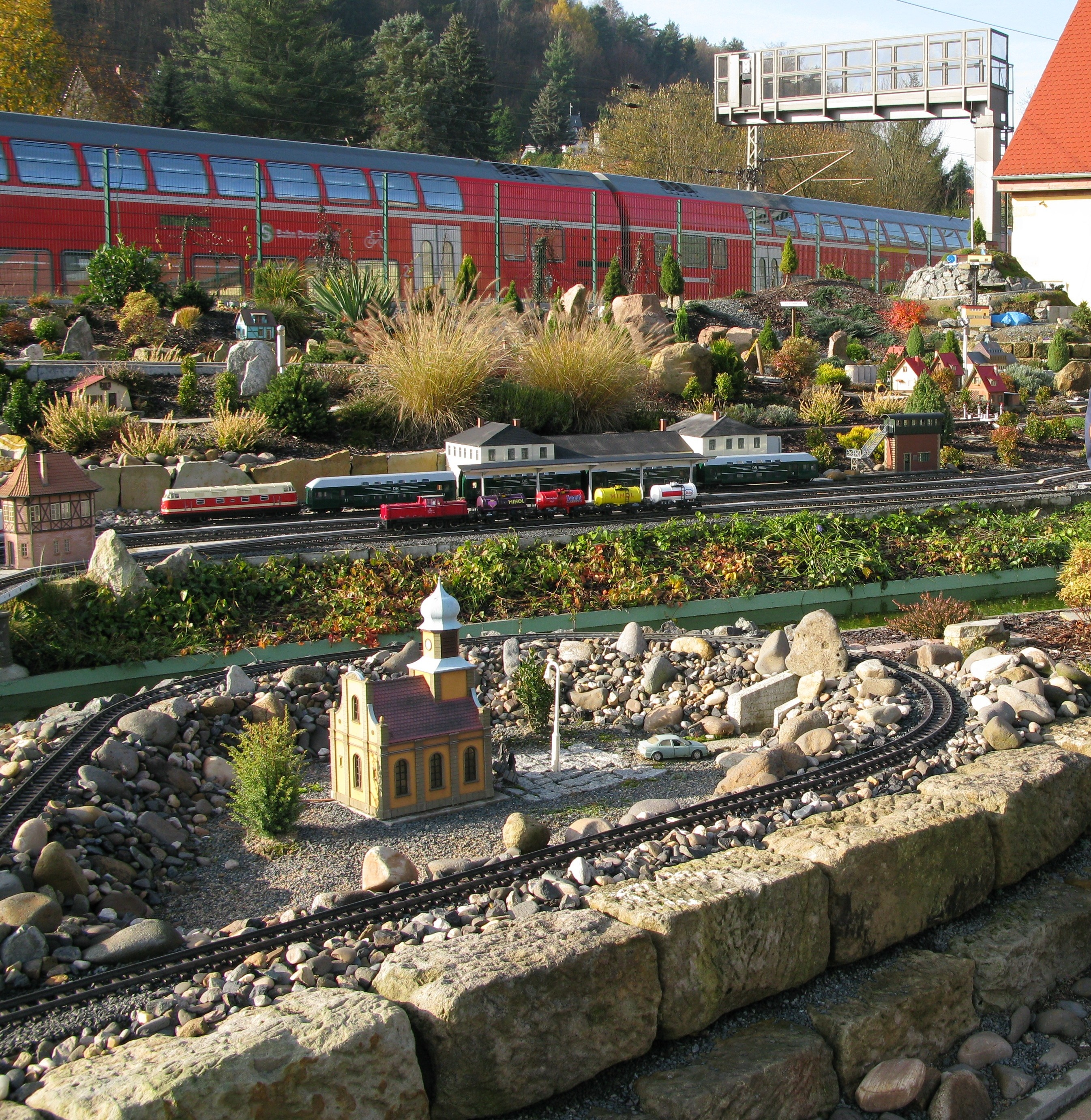
Nachbildung des Bahnhofs Pirna (im Hintergrund: die echte Elbtalbahn)

Ab Anfang 2005 plante der Besitzer Lothar Hanisch aus Dresden/Stuttgart, einen verfallenden Dreiseitenhof im Kurort Rathen und das umliegende Grundstück aufzukaufen um diese zur weltweit größten Garteneisenbahnausstellung mit kleiner Pension für Eisenbahnfreunde, Rad- und Wassertouristen auszubauen. Nach zweijähriger Bauzeit (Investitionssumme bis 2013: 1,9 Mio. €) wurde die Anlage 2007 eröffnet. Die „Eisenbahnwelten“ sind die Nachbildung der Eisenbahnlandschaft der Oberelbe zwischen dem böhmisch-tschechischen Děčín und Meissen mit einer zweigleisigen Hauptstrecke und sieben Nebenbahnen. Der Name für die Ausstellung wurde durch Auslobung eines Preises in der Sächsischen Zeitung ermittelt und lautet vollständig „Eisenbahnwelten im Kurort Rathen“. Die Anlage zählt mehrere zehntausende Besucher pro Jahr. Sie wird ständig erweitert und vervollständigt.

## Anlage

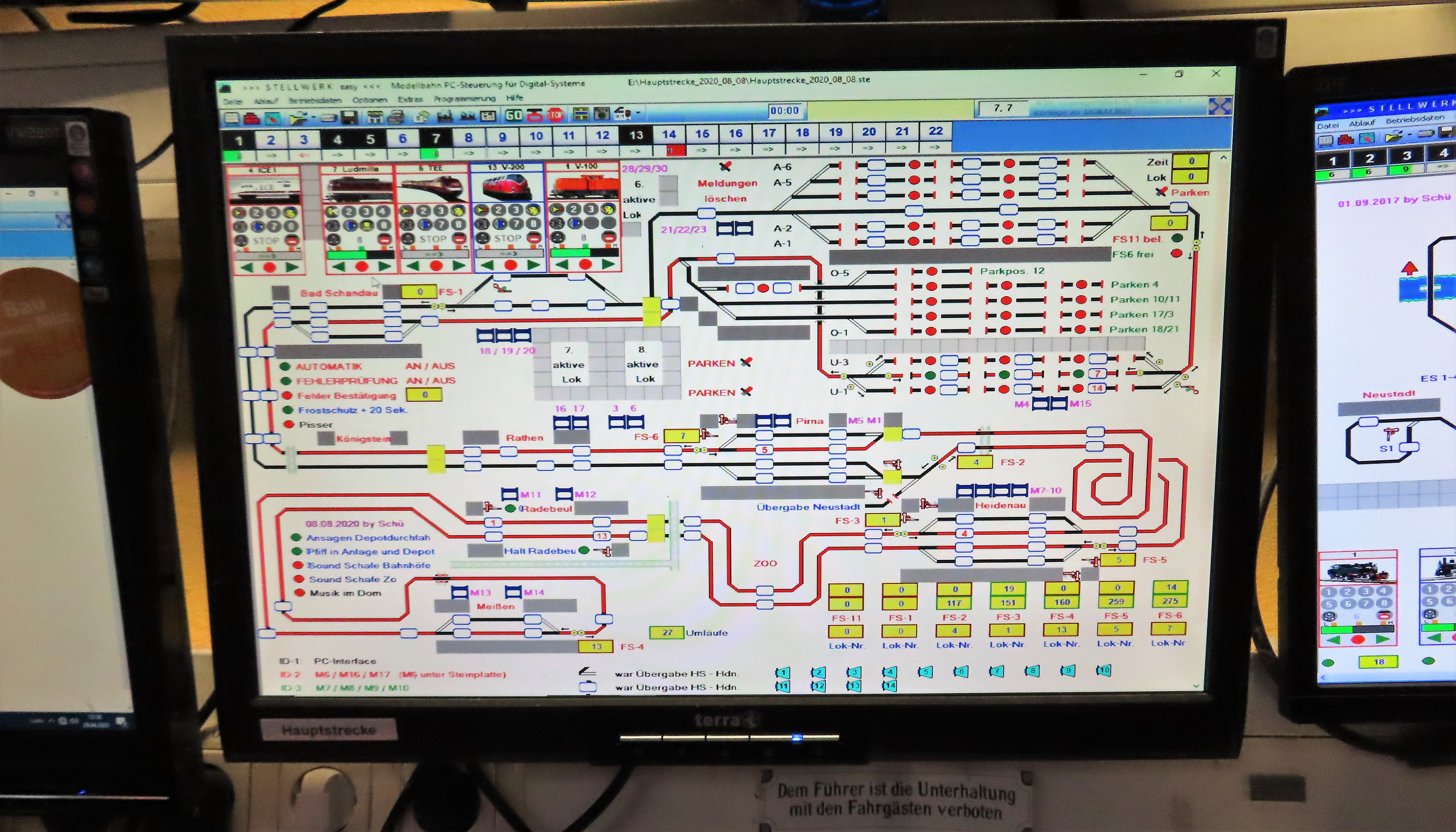
Monitor in der Steuerzentrale der Eisenbahnwelten im Kurort Rathen

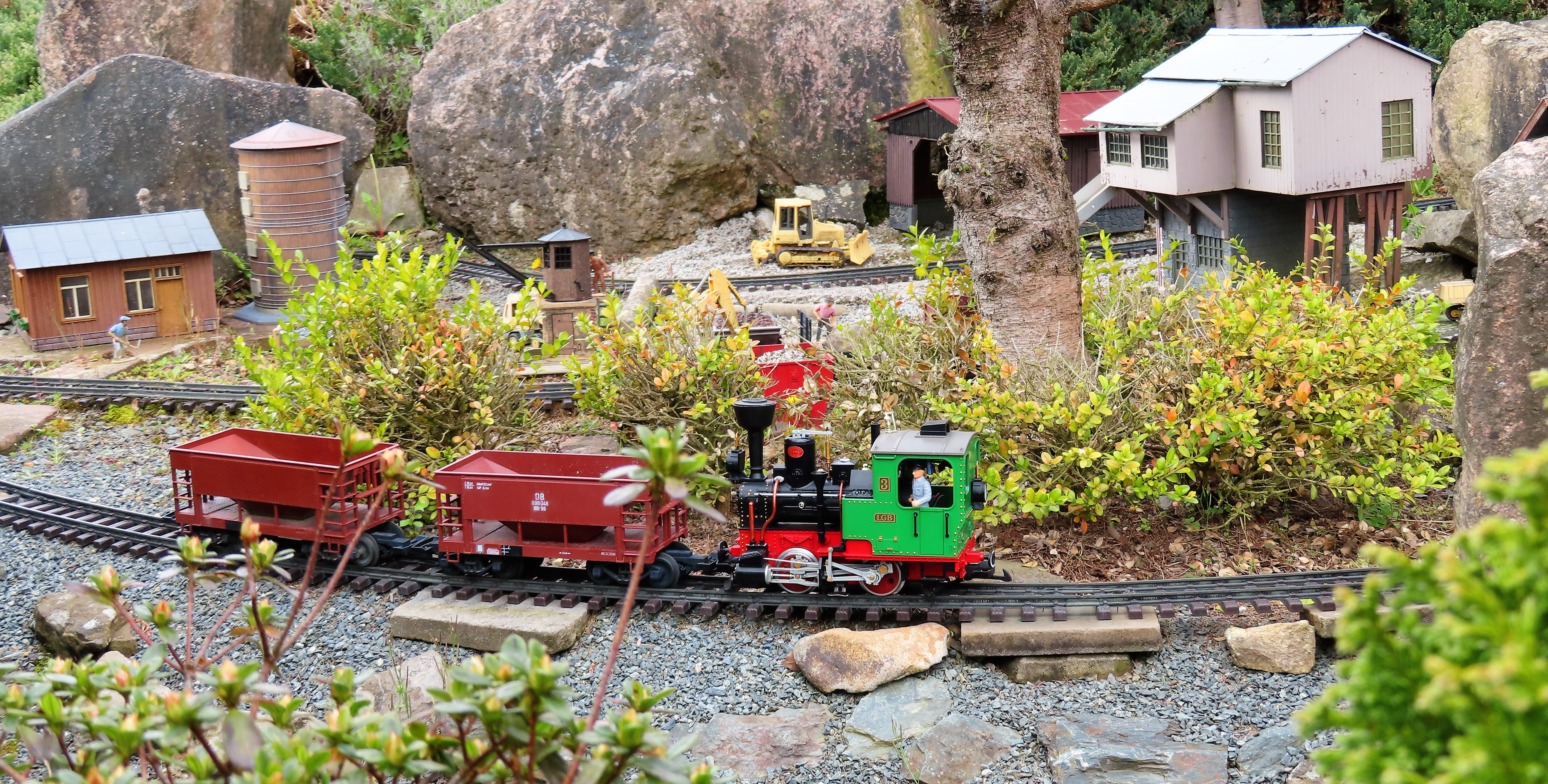
Dampflokomotive mit zwei Wagons in Hintergrund ein Bergbaugebiet (Teilansicht)

Auf dem 7350 Quadratmetern großen Areal ist bisher eine Gartenbahn im Maßstab 1:25 mit einer gesamten Gleislänge von rund 4,6 Kilometern, 88 Weichen, 285 Gebäuden und etwa 350 Metern Bach- und Flussläufen entstanden. Mit Hilfe von etwa 300 Tonnen Steinmaterial wurde die Felsgestaltung vorgenommen. Die 35 im Dauerbetrieb fahrenden Züge haben Höhenunterschiede von über vier Metern zu überwinden. Gesteuert wird die Anlage digital per PC mittels des LGB-Steuerungssystems MZS III.
Die Anlage galt bei ihrer Eröffnung als größte Spur-G-Ausstellungsanlage der Welt und wird in ihrer Eigenbeschreibung noch immer als „weltweit größte Garteneisenbahn“ beworben. Seit 2020 wurde der Rekord für die größte Spur-G-Anlage und generell die größte Modellbahnanlage der Welt jedoch von den Modellbauwelten Bispingen gehalten, die jedoch seit 2024 geschlossen sind.
Dargestellt sind im Modell unter anderem das Schloss Moritzburg, das Schloss Děčín, osterzgebirgische Fachwerkhäuser, die Neumannmühle im Kirnitzschtal, eine Nachbildung der Karl-May-Festspiele in der Felsenbühne Rathen, Motive der Weißeritztalbahn, der Sebnitztalbahn, der Strecke Altenberg–Heidenau, des „Lößnitzdackels“, der Schmalspurbahnen im Zittauer Gebirge, dem Schloss Weesenstein, der Burg Stolpen, der Kirnitzschtalbahn sowie des Elbtals oberhalb von Pirna mit Szenerien der Dresden–Děčín, 28 Bahnhöfe der Region.
Seit 2015 sind auch das Matterhorn und ein Teil der Rhätischen Bahn mit dem Landwasserviadukt Bestandteil der Ausstellung. Das „Modellmatterhorn“ ist dabei reichlich 5 Meter hoch.
Die Ausstellung liegt in direkter Nähe des Bahnhofes „Kurort Rathen“. Die Wege durch die Gartenbahnausstellung sind durchgehend barrierefrei gestaltet.

## Besucherzahlen
- 2012: 80.000[6]
- 2015: 70.000[7]
- 2016: 47.000[8]
- 2022: einmillionster Besucher seit der Eröffnung[9]